# Premi Guillem Cifre de Colonya
El Premi de Narrativa Infantil i Juvenil Guillem Cifre de Colonya és un premi literari patrocinat per la Fundació Guillem Cifre de Colonya i convocat anualment des de l'any 1981. Es va crear a iniciativa de Martí Xavier March i Cerdà amb el finançament de Colonya - Caixa d'Estalvis de Pollença.
Al premi hi poden optar novel·les inèdites escrites en català, d'una extensió de 60 a 80 fulls, adreçades a infants i joves de 8 a 14 anys. Té una dotació de 7.000 euros. L'obra guanyadora era publicada per l'Editorial La Galera fins a l'any 2014, i a partir de 2015 es publica per l'Editorial Barcanova.

## Guanyadors
- 1981 - Desert[1]
- 1982 - Miquel Rayó i Ferrer, per El raïm del sol i de la lluna[1]
- 1983 - Mercè Canela, per Els set enigmes de l'iris[1]
- 1984 - Desert[1]
- 1985 - Joaquim Carbó, per En Miquel sobre l'asfalt[1]
- 1986 - Eusèbia Rayó i Ferrer, per L'alquímia del cor[1]
- 1987 - Desert[1]
- 1988 - Maria Àngels Bogunyà i Carulla, per Cau i foguera, i Pere Rosselló, per Les aventures d'en Tres i mig; ex aequo[1]
- 1989 - Miquel Ferrà i Martorell, per La Madona del mar i els pirates[1]
- 1990 - Albert Dasí i Aloi, per El gran invisible[1]
- 1991 - Rosa Maria Colom i Bernat, per El mandarí i jo[1]
- 1992 - Desert[1]
- 1993 - Pere Morey Servera, per Allò que conta el vent del desert[1]
- 1994 - Josep-Francesc Delgado Mercader, per L'empaitagrills i la noia de la lluna[1]
- 1995 - Ponç Pons, per Entre el cel i la terra[1]
- 1996 - Marta Barceló, per Lúnia[1]
- 1997 - Antoni Garcia i Llorca, per Tiny de llum de lluna[1]
- 1998 - Jordi Folck, per La guerra dels xiclets[1]
- 1999 - Tomeu Vidal, per Això era una era[1]
- 2000 - Xavier Guillamon Sanahuja, per Naus drac al mediterrani[3]
- 2001 - Desert[3]
- 2002 - Rosa Maria Colom i Bernat, per L'escola secreta de madame Dudú[4]
- 2003 - Xavier Bertran per L'últim dinosaure[3]
- 2004 - Antoni Garcia i Llorca, per Terramolsa[3]
- 2005 - Antoni Oliver Ensenyat, per Els caçadors del sol[3]
- 2006 - Lluís Villarasa i Tanya, per Els fugitius d'Àticus 89[5]
- 2007 - Josep Antoni Brotons Capó, per El tresor del pirata pelut[6]
- 2008 - Carles Sala i Vila, per Bona nit, Júlia[7]
- 2009 - Joan de Déu Prats, per El cas de l'hipopòtam segrestat[8]
- 2010 - Dolors Garcia i Cornellà, per Les ànimes de Terramorta[9]
- 2011 - Jaume Copons, per En Caratallada i els altres[10]
- 2012 - Xavier Mínguez López, per L'Amanda i la companyia dels monstres[10]
- 2013 - Lolita Bosch, per El nen que volia matar[11]
- 2014 - Joan Josep Cerdà Pino, per L'enigma de l'U-755B[12]
- 2015 - Xavier Vernetta i Gallart, per El pare és un tarambana[13]
- 2016 - Toni Sans i Rubén Montañà, per En Benjamí i el semàfor que mai no es posava verd, i Miquel Arguimbau, per Estimat Leo; ex aequo[14]
- 2017 - Alfred Sala Carbonell, per Una hora al cretaci[15]
- 2018 - Ruth Tormo, per Quina tocada de nassos![16]
- 2019 - Lluís Prats Martínez, per Com caçar un alienígena[17]
- 2020 - Montse Homs, per Arracades d'avellaner[18]
- 2021 - Marta Colomé, per Les ales d'Isis[19]
- 2022 - Mariona Bessa Jové, per La captura[20]
- 2023 - Francesc Puigpelat, per Tot esperant la fi del món[21]
- 2024 - Carlota Gurt, per La teoria dels forats[22]
- 2025 - Xavier Margenat, per Nils, no tinguis por[23]